# Gobiobotia pappenheimi
Gobiobotia pappenheimi és una espècie de peix cipriniforme de la família dels ciprínids.

## Morfologia
Els mascles poden assolir els 6,3 cm de longitud total.

## Distribució geogràfica
Es troba a les conques dels rius Amur i Iang-Tsé.